# Lippische Ziegler

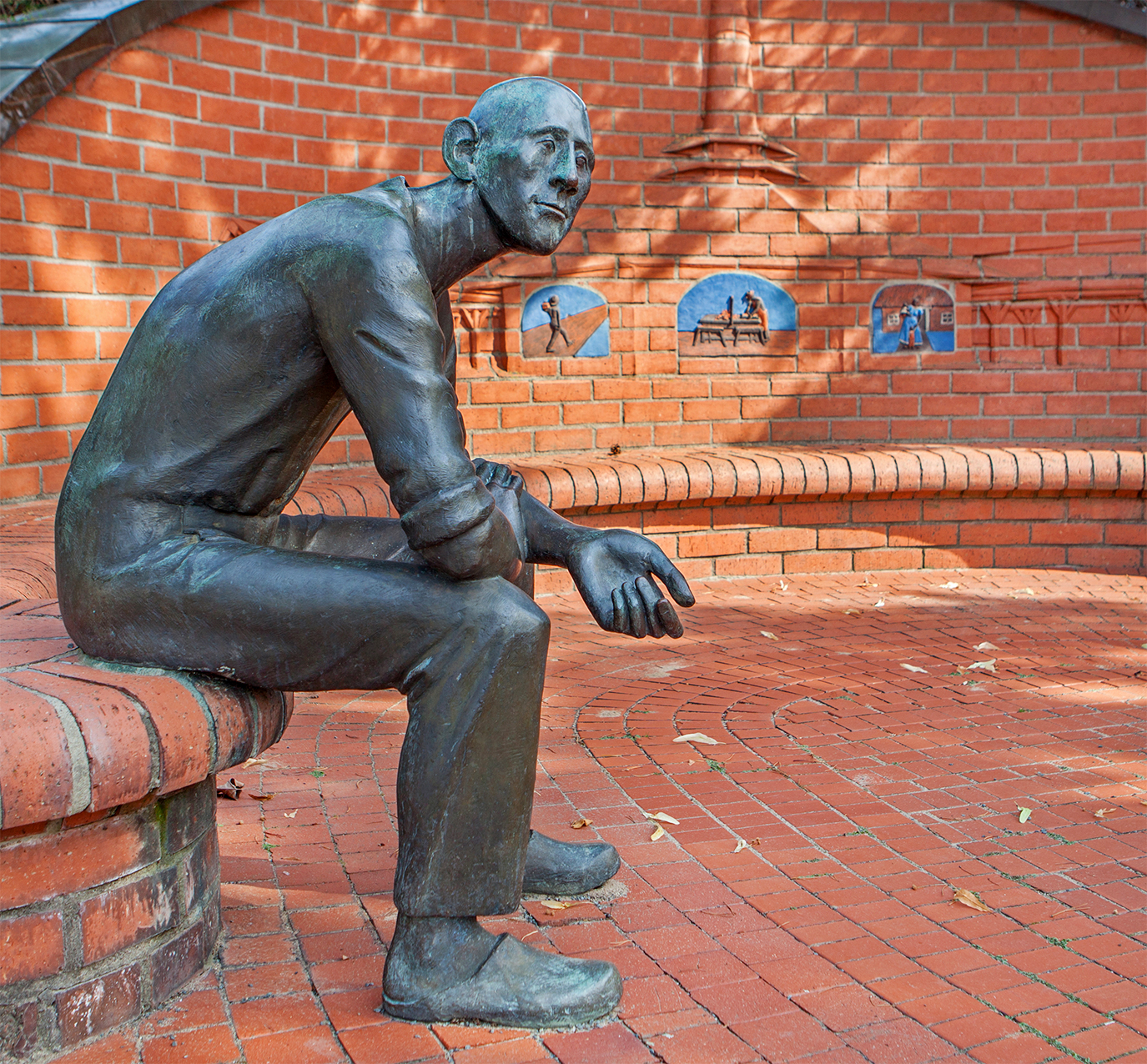
Zieglerdenkmal in Kalletal-Kalldorf

Lippische Ziegler waren Wanderziegler aus dem Fürstentum Lippe, die seit dem 17. bis in das 20. Jahrhundert hinein aus Not ihre Heimat verließen, um in Ziegeleien in Nordwestdeutschland, in Brandenburg, in den Niederlanden oder in Dänemark zu arbeiten.

## Geschichte
Die Wanderarbeit war im verarmten Fürstentum Lippe schon im 17. Jahrhundert weit verbreitet. Die Wanderarbeiter begaben sich im Sommer nach Friesland und Holland (vgl. Hollandgänger), um sich als Grasmäher (vgl. auch Wiesenmacher) und Torfstecher zu verdingen. Am Ende des 17. Jahrhunderts spezialisierten sich immer mehr der Saisonarbeiter auf Arbeiten in Ziegeleien und erwarben für ihre Tätigkeiten Anerkennung.
1865 stellten sie schon 10.000 Ziegler. Die Mehrheit der männlichen arbeitsfähigen Bevölkerung des Fürstentums begab sich zu Ostern unter Aufsicht eines „Brandmeisters“ zur „Kampagne“, die witterungsbedingt spätestens im November ihr Ende fand.
Im 19. Jahrhundert leisteten in der Hauptsache die Migranten aus Lippe die Arbeit in den Ziegeleien in Nordwestdeutschland, im brandenburgischen Havelland, in den Niederlanden und in Dänemark.
Geschuldet war die Massenwanderung der Armut in der Heimat. Die Industrialisierung schritt im Fürstentum nur langsam voran. Der landwirtschaftlich geprägte Arbeitsmarkt konnte die steigende Zahl von Landlosen kaum aufnehmen. Der von der Industrialisierung um 1870 ausgelöste Boom im Baugewerbe in anderen Regionen wurde somit für viele Lipper zur Haupterwerbsquelle.
Das „Ziegelgehen“ war mühsam. Die Saisonarbeiter arbeiteten täglich 16 Stunden und im Akkord. Die sparsamen Ziegler lebten in bescheidenen Unterkünften und verpflegten sich selbst. In der spärlichen Freizeit fertigten sie meist Gebrauchsgegenstände wie Fußwärmer an, die sie im Winter, zurück im Dorf, verkauften.
Im Zuge von Rationalisierung und Mechanisierung um 1900 kam es zur drastischen Einsparung an der körperlich anstrengenden Arbeit, so dass die ehemalige Haupterwerbsquelle versiegte.